# Holiday (Florida)
Holiday is een plaats (census-designated place) in de Amerikaanse staat Florida, en valt bestuurlijk gezien onder Pasco County.

## Demografie
Bij de volkstelling in 2000 werd het aantal inwoners vastgesteld op 21.904.

## Geografie
Volgens het United States Census Bureau beslaat de plaats een oppervlakte van
14,8 km², waarvan 13,9 km² land en 0,9 km² water.

## Plaatsen in de nabije omgeving
De onderstaande figuur toont nabijgelegen plaatsen in een straal van 16 km rond Holiday.